# Mandalay Hill
Mandalay Hill (birman မန္တလေးတောင် MLCTS : manta. le: taung ; API : /màndəlé tàʊn/) est une colline de 224 mètres d'altitude située au nord-est du centre de Mandalay, en Birmanie. Elle a donné son nom à la ville. Mandalay Hill est couverte de stûpas et de monastères et constitue un lieu de pèlerinage important pour les bouddhistes birmans depuis presque deux siècles.
Au sommet de la colline se trouve la Pagode Sutaungpyei (littéralement « celle qui exauce les vœux »). On y dispose également d'un vue panoramique sur la ville. Quatre séries d'escaliers couverts nommés saungdan l'escaladent depuis le sud, le sud-est, le nord et l'ouest, rythmés tout du long de banquettes en maçonnerie. Une route à une voie permet l'accès aux personnes à mobilité réduite, grâce à un escalier mécanique et à un ascenseur donnant directement accès au sommet.

## Sommet

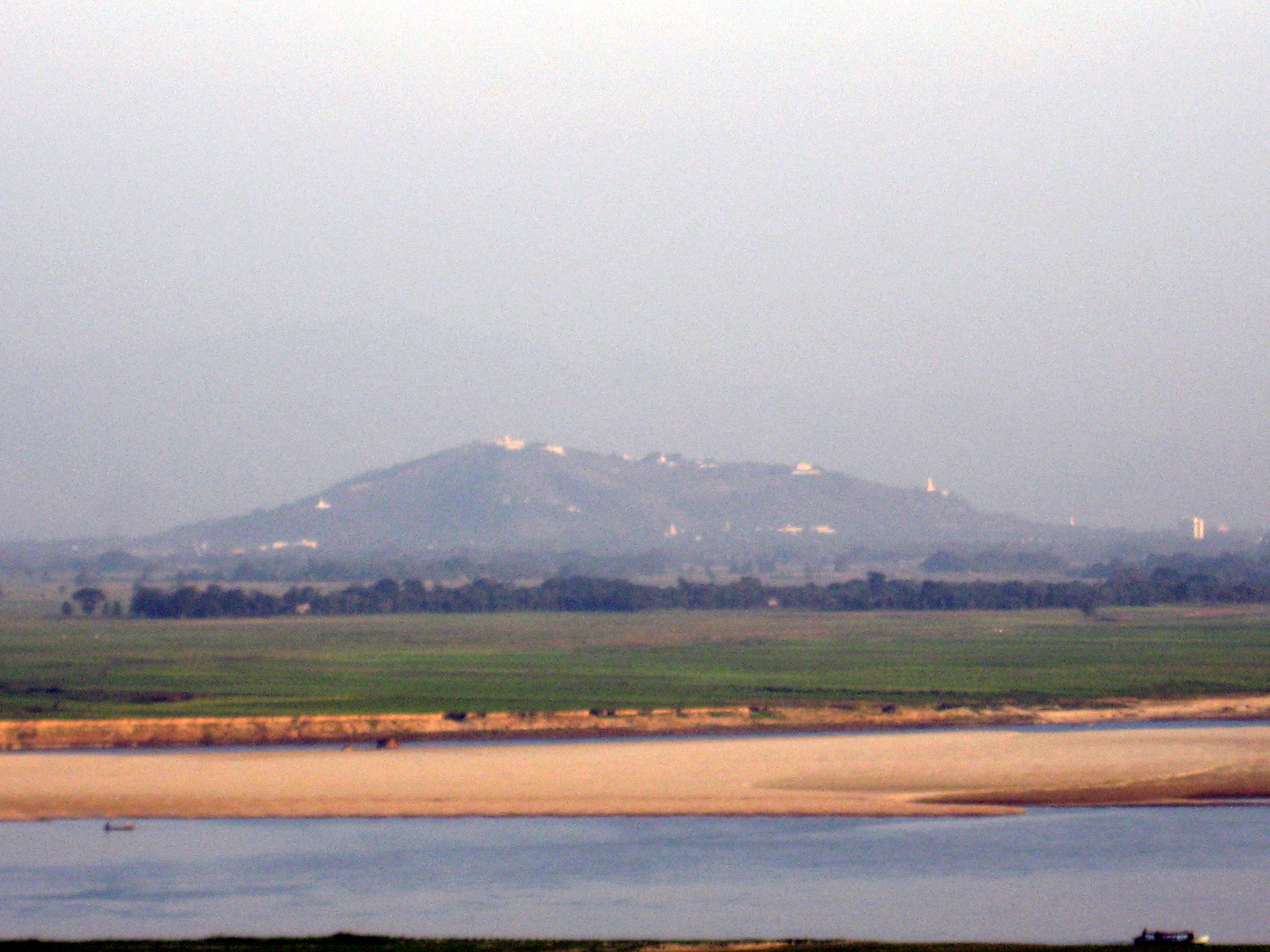
Mandalay Hill vue de l'ouest, depuis l'Irrawaddy.

Depuis la pagode Sutaungpyei, la vue s'étend sur toute la plaine de Mandalay jusqu'à l'horizon, avec les murailles et les douves du palais, les Thudhamma Zayats (salles de repos), de nombreux stûpas, comme celui de la pagode Kuthodaw, entouré de 729 stûpas satellites abritant le canon bouddhique en pâli (Tipitaka), la pagode Kyautawgyi et la pagode Sandamuni (consacrée à la mémoire du prince Kanaung Mintha (1820-1866), frère de Mindon Min). Vers l'ouest, on voit l'Irrawaddy et les collines de Minwun sur l'autre rive, vers le nord la route de Madaya et de Mogok, et vers l'est la chaîne de Shan Yoma.
Immédiatement au nord de la pagode Sutaungpyei se trouve la pagode Mwegyi hnakaung (pagode des deux grands serpents). Les statues de deux grands cobras, censés avoir fréquenté la colline pour y rendre hommage au Bouddha, sont placées en dessous de celles des deux Nats qu'ils sont devenus après leur mort. Les pèlerins déposent des billets de banque dans la bouche des cobras avant de prier. Des champacs aux odorantes fleurs blanches poussent sur la colline, ainsi que des flamboyants. Le coucher de soleil sur le fleuve et les collines de l'ouest attire les touristes.

## Ascension

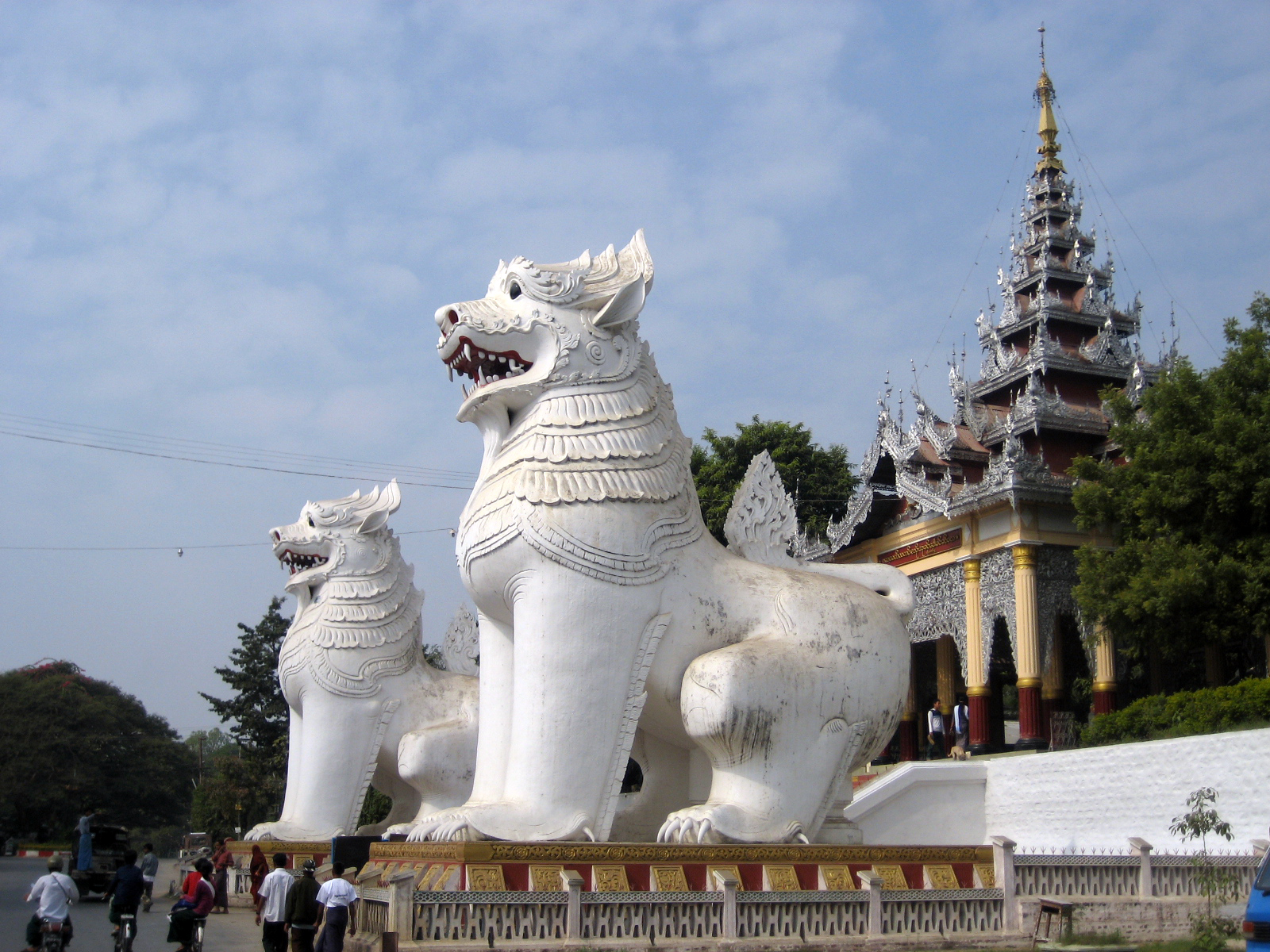
Chinthe (lions) gardant l'accès des escaliers sud.

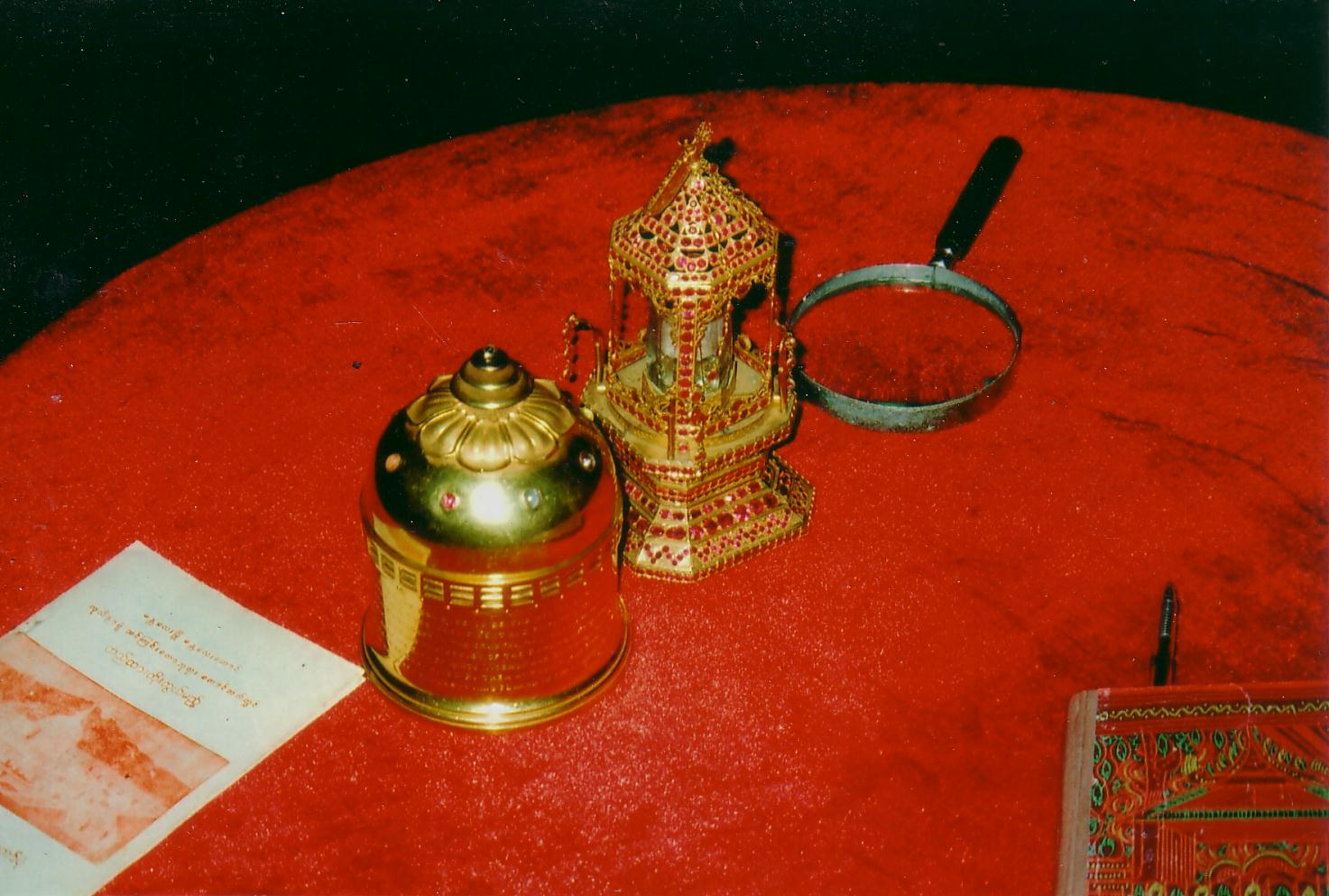
Les reliques de Peshawar.

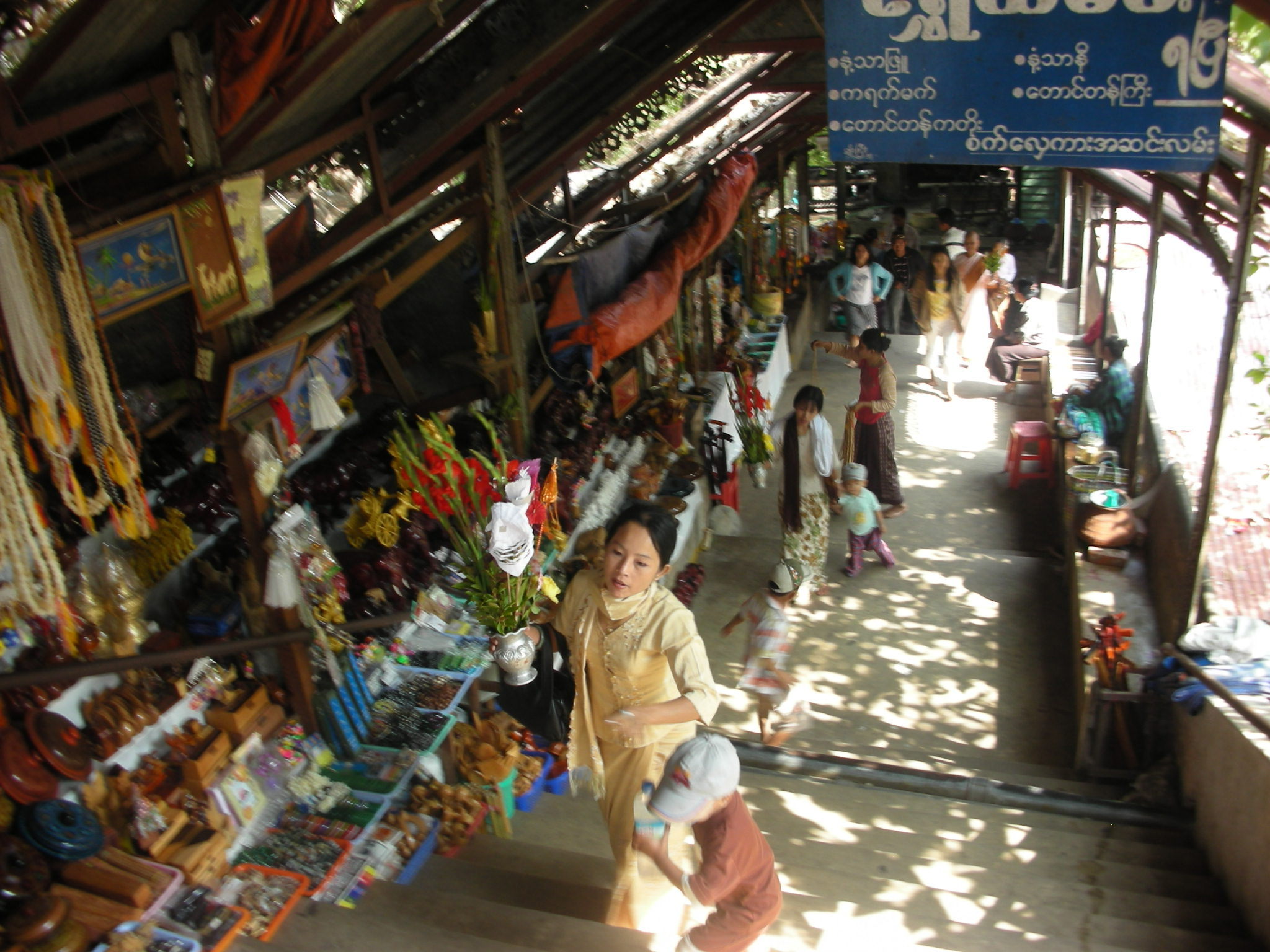
Les escaliers de Mandalay Hill.

Pour ceux qui en sont capables, la montée à Mandalay Hill est considérée comme une action méritoire. Deux gigantesques chinthe (lions stylisés) gardent l'escalier le plus important, au sud de la colline, surnommé le Chinthe hnakaung atet (montée des deux chinthes). La pente est douce, avec de nombreux arrêts, particulièrement au dazaung (ou salle) de l'ermite U Khanti, où étaient conservées les « reliques de Peshawar » : ces trois fragments d'os de Gautama Bouddha, extraits du stûpa funéraire du roi Kanishka à Peshawar, ont été transférés en Birmanie par les Britanniques en 1910 ; ils sont restés dans le dazaung de l'ermite de 1923 à la fin de la Seconde Guerre mondiale, où ils ont été mis à l'abri dans un bâtiment au pied de la colline (ils ne sont plus exposés).
On quitte le dazaung d'U Khanti par un passage souterrain bordé par les Hnakyeik shissu, les 28 Bouddhas des mondes passés et présents, ou par une volée de marches raides à proximité. Les escaliers sont bordés d'une quantité d'étals où l'on vend des fleurs, des éventails en papier, des petits drapeaux et des ombrelles pour le Bouddha, ainsi que de la nourriture et des rafraîchissements pour les visiteurs et les pèlerins. Tous les dazaungs sont décorés de frises, la plupart datant de la fin de la dynastie Konbaung ; une d'elles représente l'Awizi ngayè (l'enfer d'Avīci, niveau inférieur du Naraka, les enfers bouddhiques) avec les plus sanglants détails.

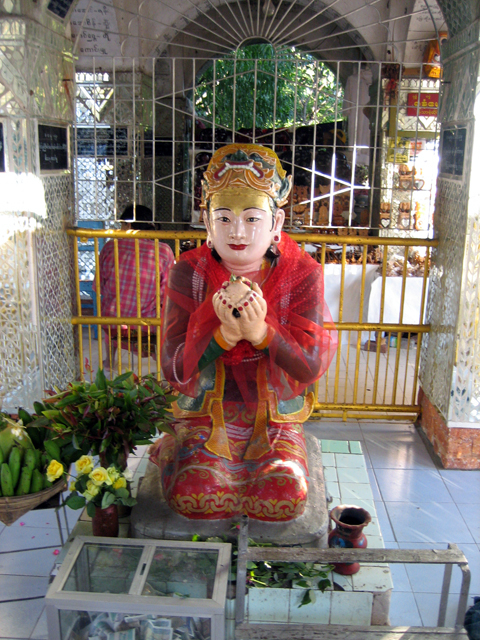
L'ogresse Sanda Muhki offrant ses seins au Bouddha.

Plus près du sommet, une gigantesque statue, le Bouddha Shweyattaw (littéralement : « debout ») ou Byadeippay (« prophétisant ») pointe sa main droite vers la ville. Selon la légende, Bouddha aurait visité l'endroit et prophétisé qu'en l'an 2400 de l'ère bouddhique serait construite au pied de la colline une grande cité où son enseignement s'épanouirait (c'est l'origine de la fondation de Mandalay). Une autre curiosité est la « marque de la lance de Kyanzittha » : ce roi de Pagan, mort en 1113, aurait traversé l'Irrawaddy en prenant appui sur sa lance, comme au saut à la perche.
La dernière étape avant la pagode Sutaungpyei complète la légende de Mandalay : sur la terrasse méridionale d'un petit stûpa se trouve la statue de l'ogresse Sanda Muhki qui, désireuse d'offrir quelque chose au Bouddha, lui fit cadeau de ses seins. Le Bouddha prophétisa que pour cet acte d'extrême mérite, elle renaîtrait sous la forme d'un grand roi qui construirait une ville au pied de la colline : il s'agit de Mindon Min, qui posa en 1857 (2400 de l'ère bouddhique) les fondations de sa nouvelle capitale à cet endroit. À chaque coin de la terrasse, on trouve un roi des ogres, accompagné de son armée d'ogres miniatures, qui rend hommage au Bouddha. D'autres sculptures placées devant des statues du Bouddha représentent quelques-unes de ses incarnations animales au cours de ses vies antérieures (Jataka) : un lapin, un coq, un lézard, etc.

## Seconde Guerre mondiale

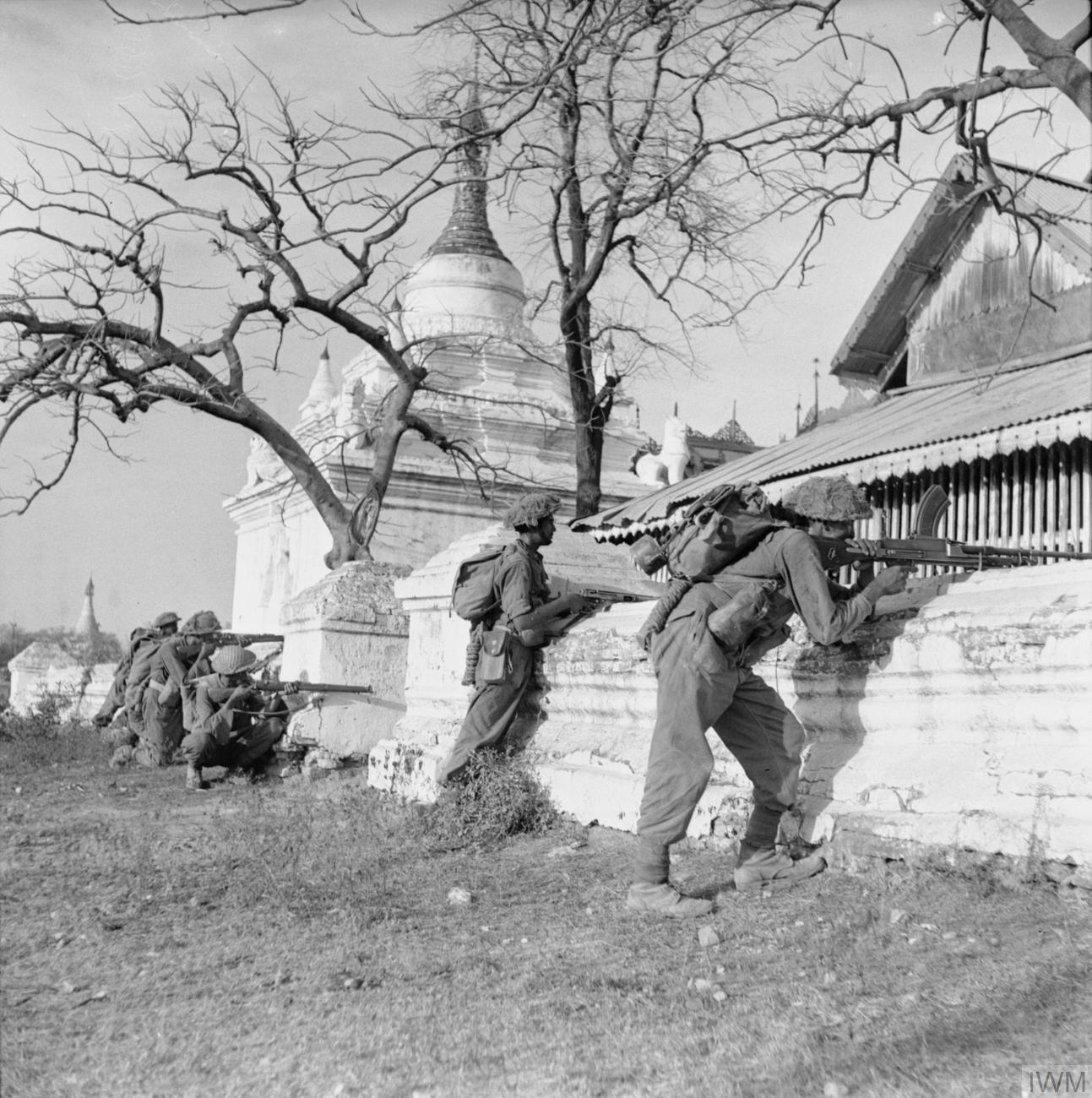
Soldats indiens à Mandalay Hill, le 10 mars 1945.

En mars 1945, vers la fin de la campagne de Birmanie, la principale unité engagée pour reprendre Mandalay fut la dix-neuvième division d'infanterie indienne de la quatorzième armée britannique, commandée par le major-général Thomas Wynford Rees, surnommé par ses hommes « le Napoléon de poche ». Les troupes japonaises s'étaient retranchées sur la colline, dont les temples et pagodes avaient été transformés en nids de mitrailleuses, avec beaucoup d'hommes et de matériel. L'autre point de résistance était l'ancien palais royal, entouré de murailles et de douves. Le 9 mars, un bataillon de gurkhas prit d'assaut la colline, combattant au corps à corps toute la journée et toute la nuit, rejoint le lendemain par deux compagnies d'un bataillon britannique. 
Les Japonais résistèrent héroïquement et les derniers défenseurs durent être tués d'en haut, en leur faisant rouler dessus des bidons de pétrole, enflammés ensuite avec des balles traçantes. Mandalay Hill ne tomba aux mains des britanniques que le 11 mars. Ceux-ci bombardèrent ensuite l'ancien palais royal à partir de cette position, sans réussir à en déloger les troupes japonaises. Il fallut recourir à des bombardements aériens et l'admirable palais en teck partit en fumée (il n'a jamais été déterminé avec certitude si l'incendie avait été allumé par ces attaques ou par les Japonais).